# John Howe
John Howe (ur. 21 sierpnia 1957 w Vancouver) – kanadyjski ilustrator książek, obecnie mieszka w Neuchâtel (Szwajcaria). Jest jednym z najlepszych ilustratorów książek J.R.R. Tolkiena. Wraz z Alanem Lee współpracował u Petera Jacksona nad trylogiami Władcy Pierścieni i Hobbita tworząc szkice koncepcyjne do filmów. J. Howe zrekonstruował mapy z takich książek jak Władca Pierścieni, Hobbit i Silmarillion (lata 1996-2003).
Jest ekspertem w dziedzinie zbroi i broni z okresu średniowiecza.